# Фаустіна Сармієнто Пупо
Фаустіна Сармієнто Пупо (ісп. Faustina Sarmiento Pupo; 15 лютого 1905 — 16 вересня 2019) — кубинська верифікована супердовгожителька. Є найстарішою верифікованою людиною в історії Куби, на момент смерті була найстарішою живою людиною в Північній Америці.

## Біографія
Фаустіна Сармієнто Пупо народилася 15 лютого 1905 року. Її батьками були Гермінія Пупо Кінтана і Гонсало Сармієнто Паред, який брав участь у війні за незалежність Куби. У 17 років Фаустіна вийшла заміж. У пари було п'ятеро дочок.
У свій 110-й день народження вона все ще могла ходити без сторонньої допомоги. Станом на 2018 рік, у неї було 30 онуків, 56 правнуків, 41 праправнука і 19 прапраправнуків. Також на той момент були живі дві її доньки: у віці 96 і 86 років. Фаустіна була вже глуха, однак мала гарну пам'ять і могла згадувати уривки з її дитинства, коли їй було лише 15 років.
Її вік був верифікований групою геронтологічних досліджень 6 вересня 2019 року.
Через 10 днів, 16 вересня 2019 року, Фаустіна Сармієнто Пупо померла в Ольгіні, Куба. На час смерті вона була найстарішою живою людиною в Північній Америці і 5-ю у світі.

## Довголіття в сім'ї
Сестри Фаустіни також відзначилися своїм довголіттям. Одна з них дожила до 99 років, а інша до 105.